# Ахмедова, Ашура Магомедовна
Ашура Магомедовна Ахмедова (родилась 22 мая 1995 года в Махачкале) — российская регбистка, нападающая клуба «Сборная Дагестана».

## Биография
Родилась в Махачкале. Выступает за сборную Дагестана.

### Карьера в сборной

#### Регби-15
- Бронзовый призёр чемпионата Европы 2014
- Бронзовый призёр чемпионата Европы 2015 (проходил с 29 октября по 1 ноября в Швейцарии)[3]
- Бронзовый призёр чемпионата Европы 2016 (проходил с 6 по 15 октября 2016 года в Испании, в Мадриде)[4].
- Бронзовый призёр чемпионата Европы 2019

#### Регби-7
- Чемпионка Европы: 2017[источник не указан 667 дней]